# Kamalpur
Kamalpur è una suddivisione dell'India, classificata come nagar panchayat, di 5.141 abitanti, situata nel distretto di Dhalai, nello stato federato del Tripura. In base al numero di abitanti la città rientra nella classe V (da 5.000 a 9.999 persone).

## Geografia fisica
La città è situata a 24° 11' 60 N e 91° 49' 60 E e ha un'altitudine di 15 m s.l.m..

## Società

### Evoluzione demografica
Al censimento del 2001 la popolazione di Kamalpur assommava a 5.141 persone, delle quali 2.697 maschi e 2.444 femmine. I bambini di età inferiore o uguale ai sei anni assommavano a 506, dei quali 272 maschi e 234 femmine. Infine, coloro che erano in grado di saper almeno leggere e scrivere erano 4.195, dei quali 2.260 maschi e 1.935 femmine.